# Tonnenmonument

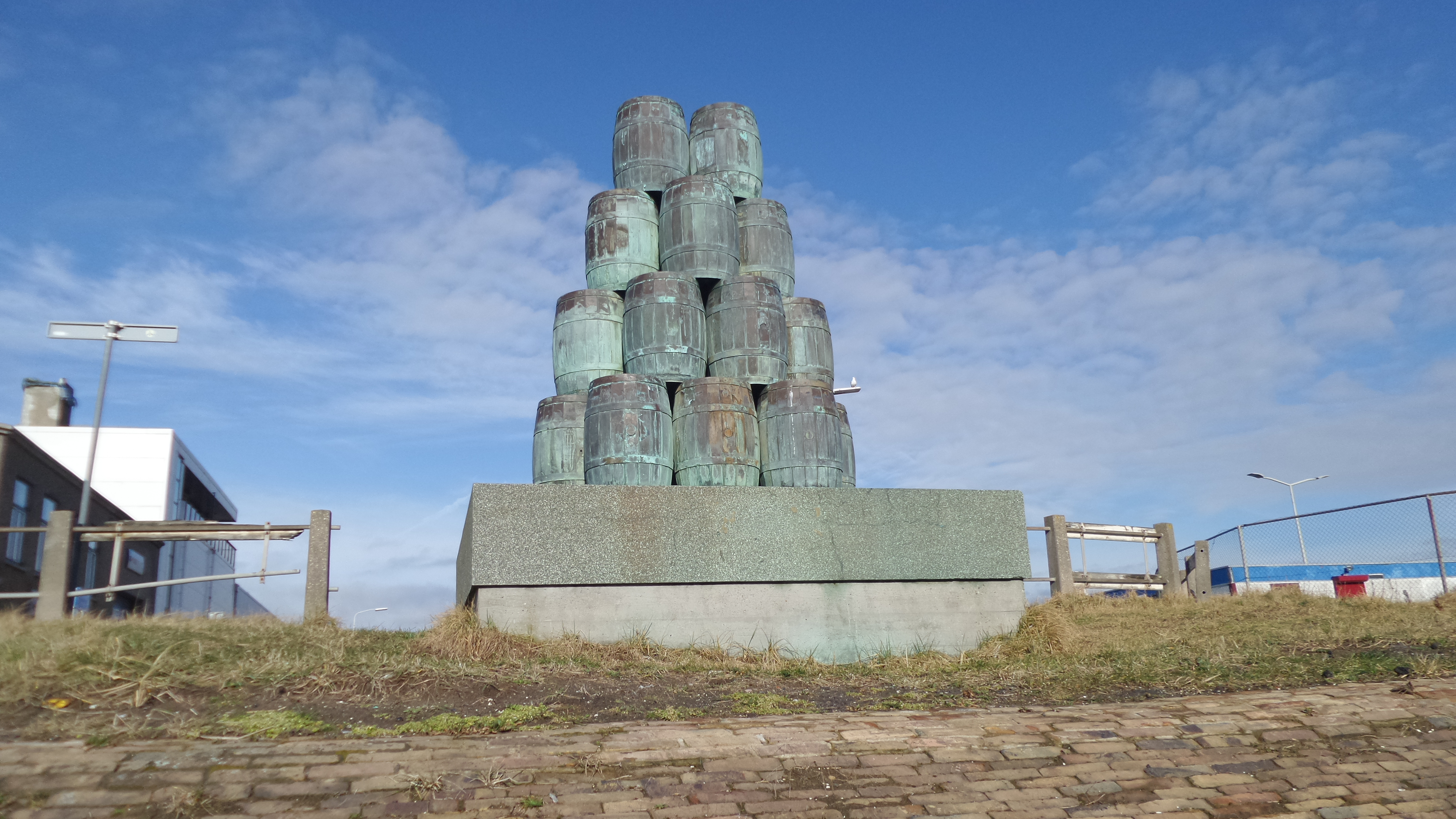
Tonnenmonument

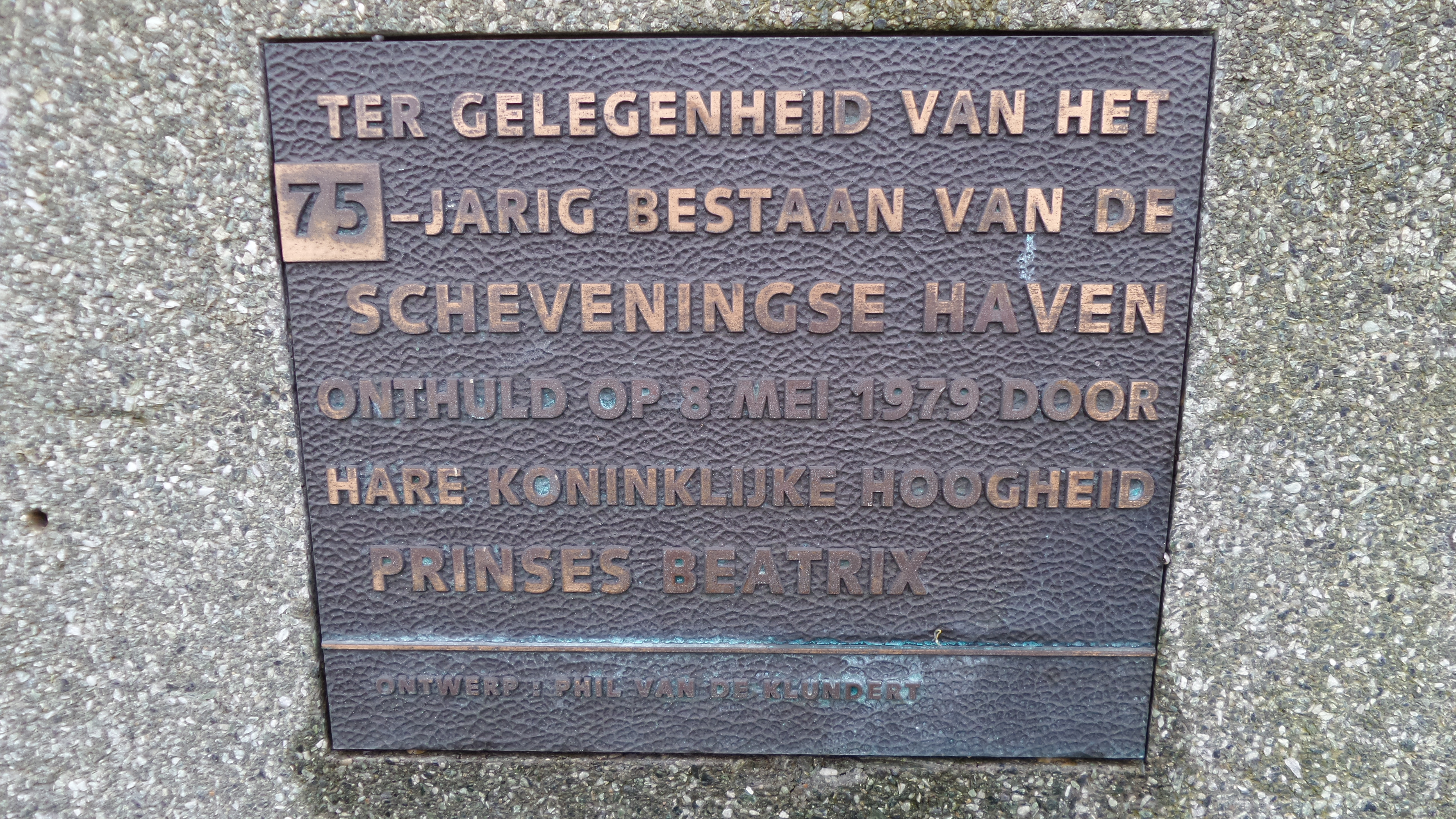
Plaquette

Het Tonnenmonument is een kunstwerk dat op 8 mei 1979 ter gelegenheid van het 75-jarig bestaan van de Scheveningse haven onthuld is door prinses Beatrix.
De bronzen tonnenstapel staat voor de gouden tijd die de Scheveningse vleetvisserij op haring rond het midden van de twintigste eeuw doormaakte. Het monument is ontworpen door de vooraanstaande Haagse kunstenaar Phil van de Klundert.
In 2016 ontstond er discussie over de plek van het kunstwerk. Het comité 'Respect voor het Tonnenmonument' wil het monument verplaatsen naar een betere locatie in de Eerste (vissers)Haven van Scheveningen.